# 橋本梅太郎
橋本 梅太郎（はしもと うめたろう、1872年2月2日（明治4年12月24日） - 1938年（昭和13年）10月24日）は、日本の実業家。浅野財閥の様々な会社に関わり、第一次世界大戦後に苦境にあった浅野物産を再建して資本金を10倍に増やした。

## 人物

### 生い立ち
1871年（明治4年）12月24日に福岡上人橋で生まれる。父親の橋本往来は元福岡藩士で、明治維新後に下駄屋を営んでいたが貧しかった。1877年（明治10年）に母タケを亡くした。1883年（明治16年）に今宿小学校を優等で卒業して、福岡市元町の山路薬店に就職するが、父が病床についたので、退職して実家に戻り、幼い妹と協力して看病したが、1884年（明治17年）に父を亡くした。叔父の松本半蔵（元福岡藩士）に引き取られ、養鶏業を手伝いながら、県庁庶務課の給仕として働いた。県知事の馬に密かに乗ったのが露見して安場保和知事に呼び出されたが、「若い者はそれ位の勇気がなくちゃ」と言われて事無きを得た。1887年（明治20年）に田川郡地租改正事務所の書記として働き、学資を貯めると辞職した。1888年（明治21年）に酒屋の養子となるが、学問をさせてくれないので3ヶ月で去って、長崎に赴いた。そこで教会に身を寄せながら鎮西学院で学び1890年（明治22年）優等で卒業したが、友人の橋本健三が旅費を負担してくれたので、留学のため2人で渡米した。

### アメリカ留学
サンフランシスコに着くと、教会による日本人向けの夜学で学び、さらに牧師から英語演説のノウハウを学んだ。1892年（明治25年）から1895年（明治28年）にサンノゼ・ハイスクールで学んでから、ジョージタウン大学に進学したが、皿洗い・ガラス拭き・建築工事・茶の行商をして学費を稼いだ。友人の石坂正信（後の青山学院校長）が病気になり所持金がなくて医者に診てもらえなかった時は、自分の懐中時計を質に入れて治療費を調達した。1895年（明治28年）アラスカでゴールドラッシュが起きると、一攫千金を夢見て、はるばる現地に赴き、2週間採掘に従事したが何も得られずに所持金を使い果たした。帰途は6日間歩き続けて餓死寸前で聖マイケン港にたどり着いた。そこからシアトルまで船員として働きながら船旅をして、なんとかシカゴに帰還した。この3ヶ月間の冒険談は、ニューヨーク・サン新聞に連載されて、冒険家として有名になった。さらに同紙の編集長の厚意で1899年（明治32年）ヨーロッパ旅行に同行させてもらい、見聞を広めることができた。1901年（明治34年）ジョージタウン大学卒業により法学士の学位と弁護士免状を得た。

### ニューヨーク生命保険会社・セントルイス万国博覧会・鉄道工事
帰国すると1903年（明治36年）ニューヨーク生命保険会社に勤務し、九州支社の支社長になったが、支社が閉店となり、1904年（明治37年）には会社が日本を撤退する事になったので退職した。その年の3月には渡米して、セントルイス万国博覧会で日本出品の販売部主任を務めた。その時知り合った米国人に依頼されて、グランド・トランク・レールウェイ鉄道工事の監督になり、日本人労働者五百人を率いてロッキー山中の難工事を成し遂げた。自らシャベルを手にして現場で働いたり、病人や怪我人を自ら手厚く看護して労働者の士気を高めたおかげだった。1908年（明治41年）に帰国すると、東京の赤坂に居を定めて、米国相手の契約書作成を請け負って高収入を得た。

### 城東電気軌道・第五銀行
1910年（明治43年）に友人の千葉胤義と、城東電気軌道株式会社設立を計画したが、なかなか資金が集まらなかった。それで渋沢栄一に援助を求めたところ、大川平三郎・尾高次郎・大倉発身たちが重役になり、橋本梅太郎は常務から取締役を経て一株主となった。また1913年（大正2年）に、経営難の日東銀行を買収して第五銀行に改称し専務取締役になったが、当時、曹洞宗貫主石川素童師が鶴見に総持寺を建立する最中だったので、巨額を融資し、見返りに日本全国の檀家に第五銀行への預金を奨励してもらい、銀行員が僧に同行して預金を集めた。こうして第五銀行は総持寺の機関銀行になった。また城東電気軌道沿線の町長・村長・有力者を代理店にして預金を集めた。1916年（大正5年）に経営権が浅野財閥に移り浅野昼夜銀行と改称して、白石元治郎が頭取に就任すると銀行を辞めた。

### 浅野総一郎と知り合う
1910年（明治43年）3月31日に一株主として東洋汽船の株主総会に出席した。この頃東洋汽船は無配に転落し、株価が暴落したので、浅野総一郎社長の罷免を主張する株主ばかりで、特に長谷川工学博士は社長の自決を要求する程過激だった。ところが橋本梅太郎は、浅野総一郎社長を続投させ経営改善の責任を果たさせるのが東洋汽船を救う道だと演説した。すると場の空気が一変し、割れるような拍手が起こって浅野総一郎の続投が決まった。東洋汽船株主総会は毎回紛糾し6時間近く要していたが、これ以後、橋本が演説すると円滑に運営されるようになった。

### 浅野財閥のために米国で活動
そのせいで浅野総一郎の邸宅にしばしば招かれるようになったが、1916年（大正5年）に浅野造船所のために米国から鉄材を大量に購入する契約を任されて渡米すると、生産会社から直接購入して船積を不眠不休で監督した。以降五年間は米国に滞在して浅野財閥のために活動した。1917年（大正6年）8月に米国が鉄の輸出を禁止すると、日本は米国政府と船鉄交換交渉をおこなったが、橋本梅太郎は米国政府当局者と折衝したり、米国の新聞に投書して米国の世論を味方につけようとした。1918年（大正7年）に日米船鉄交換契約が成立すると、ピッツバーグの工場に行き鉄材の製造積出を督促し、鉄道会社と輸送交渉を行った。ところが1918年（大正7年）11月に第一次世界大戦が終わると、米国は船舶が不要になったので、交換期限の遅延を口実に日本からの船舶引取を拒否したが、橋本梅太郎は、米国の鉄材引渡しの遅延が日本の遅延の原因だと唱えて、米国船舶院の当事者を説得して引取を承諾させた。1920年（大正9年）初秋には鉄材が暴落したので、生産会社と交渉して解約に成功し損失を抑えた。この五年間は朝早くから夜遅くまで昼食も殆ど取らずに奴隷のように働いた。戦争中の1918年（大正7年）に東洋汽船の静洋丸と、天洋丸あるいは波斯丸は、アメリカ軍をフランスのサンナゼールに輸送していたが、スペイン風邪で日本人船員十数人が死亡したうえにドイツ潜水艦も猛威を振るっていたので、米国の為に命を懸けるのは馬鹿らしいと日本人船員たちが言い出して出港を拒否しそうな雰囲気になった。これを耳にした橋本梅太郎は、日本酒の酒樽やビールを振る舞って船員たちの意見を聞いてから、酒樽に飛び乗って、アメリカを助ける事は正義人道の為であり日本の義務であり日本の為だから使命を果たしてほしいと涙を流しながら演説した。すると船員たちは感激して同意し、翌朝に出港した。1920年（大正9年）には、イタリアのジェノバで開催された国際労働会議に参加し、英国船主代表団と同じホテルに宿泊し密接に意見交換して、船員の一日8時間一週間48時間労働規則制定を阻止した。

### 東洋汽船
1920年（大正9年）に帰国すると、浅野物産取締役と東洋汽船専務を兼任して、午前六時に浅野総一郎邸を訪れ、七時半に浅野物産に出勤し、昼食を抜いて横浜の東洋汽船に出勤し、さらに浅野物産に戻るというスケジュールで働いた。1924年（大正13年）に東洋汽船の船員がストライキを起こした時に、深夜横浜に行き、殺される覚悟でストライキの本部に単身乗込んで、午前三時まで熱心に説得すると、船員たちは感動してストライキを取りやめた。

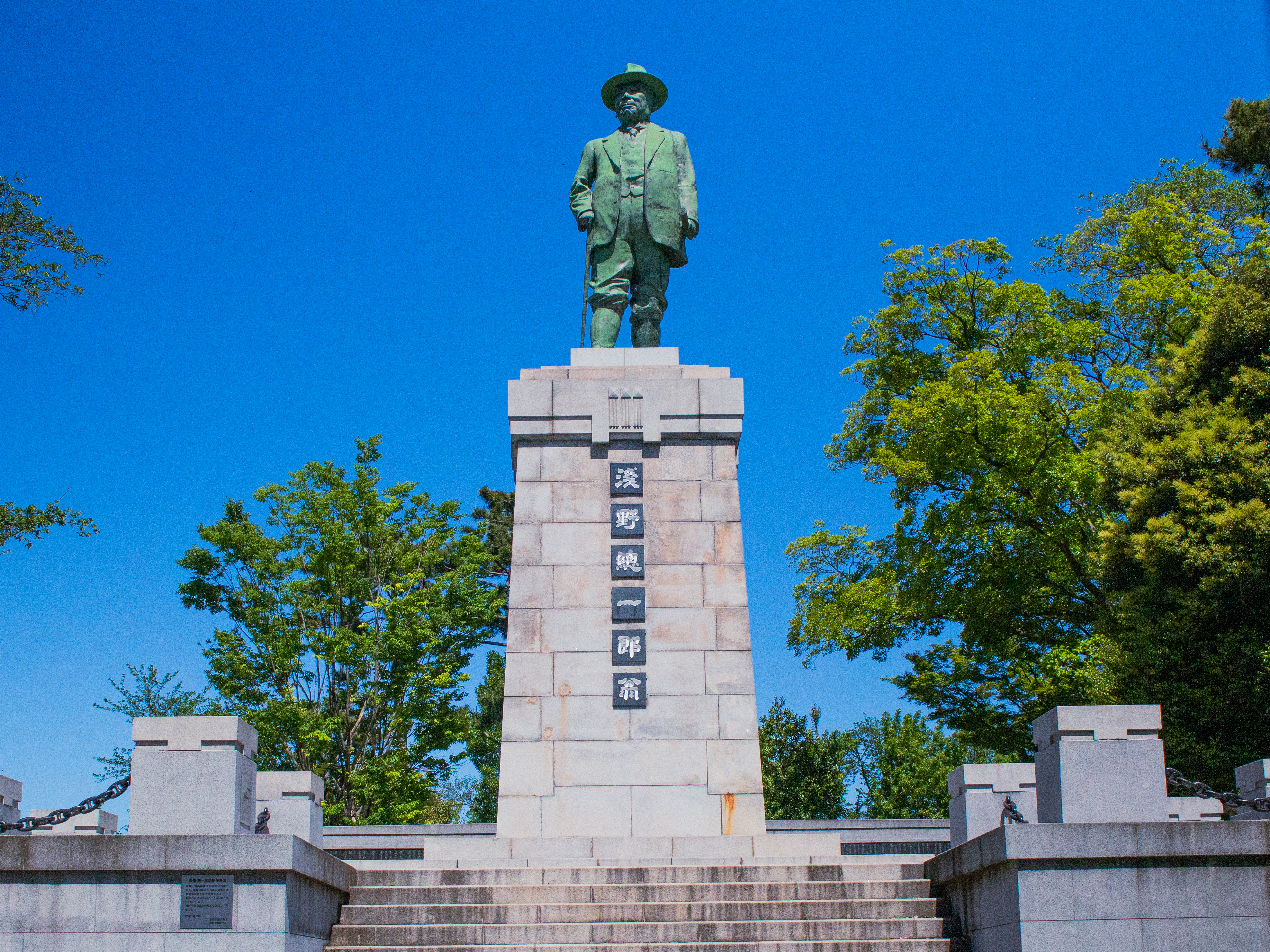
浅野総一郎の巨大な銅像 浅野綜合中学校（浅野学園）キャンパスの銅像山にある。

### 浅野総一郎の銅像
1921年（大正10年）には、浅野総一郎の銅像建設を発案して、一人20銭の寄付金を25万人から集めて、浅野綜合中学校（浅野中学・高校）に巨大な銅像を建設し、1924年（大正13年）5月に、井上孝哉・大谷嘉兵衛・前田利為侯爵・野田卯太郎逓信大臣・藤山雷太・後藤新平子爵・渋沢栄一子爵・阿部吾市・大川平三郎を招待して、除幕式を行った。

### 小倉鉄道・浅野昼夜銀行
経営難の小倉鉄道に浅野財閥から百万円を融資して欲しいと、地元の誼で橋本梅太郎に相談があったので、1921年（大正10年）に小倉港埋立の権利を浅野財閥に譲るという条件で融資が決まり、この時から昭和13年まで橋本梅太郎が小倉鉄道の取締役を務めた。1921年（大正10年）に経営破綻寸前の浅野昼夜銀行を安田財閥に引き受けてもらおうと、橋本梅太郎と金子喜代太が60日連続して大磯に安田善次郎を訪ねて、ようやく承諾を得たが、翌日に安田善次郎が暗殺されてしまった。

### 浅野物産の再建
1918年（大正7年）3月に設立された浅野物産は、終戦後の不景気で資本金の数倍の損失を出した。その1920年（大正9年）に橋本梅太郎が取締役に就任して、従来の思惑買いをやめて堅実なコミッションシステムを経営方針にして、それ以後常に利益を出した。1923年（大正12年）には関東大震災で被害を受けたが、翌日から業務を再開し復興材料の輸入に全力を注いで、被害を相殺した。1925年（大正14年）に浅野物産に精勤賞与を設けて、半年皆勤で5円、一年皆勤で10円、半年毎に5円増額して、5年で50円、その後は半年毎に10円増額し、最高で百円を支給する事にした。但し、一分でも遅刻するとゼロ円に逆戻りするという罰則がある為、遅刻者は皆無となり、浅野物産社員877人の内100人がこの百円組になった。また社員に休養の必要性を説いて、一週間の夏季休暇を規定した。さらに、社員に喫煙の害を説いて禁煙を勧めた。1925年（大正14年）から1928年（昭和3年）に、浅野物産は金融恐慌にも影響されずに利益をあげて、無配から1割、2割、3割と配当を増やした。1930年（昭和5年）の昭和恐慌では影響を受けたものの、一割の配当を守った。橋本梅太郎は1931年（昭和6年）に浅野物産副社長に就任したが、満洲事変で為替が低落すると、英国にみかんの缶詰と雑貨、米国に栗と鮪の缶詰、タイ・ペルシャ・ジャワにビールや電球を輸出してかなりの利益を出した。1932年（昭和7年）に満洲に新京出張所を設けて、原油鋼材の輸入や請負工事を行い利益をあげて配当を三割に戻した。1934年（昭和9年）には日本石油瀝青販売総代理権を獲得し、昭和鉄工株式会社に投資し、品川倉庫を建設した。1935年（昭和10年）下半期には資本金の三割の利益を計上し、新聞雑誌で橋本梅太郎の経営手腕が賞賛された。同年に資本金を3倍の三百万円にすると、そのうち五十万円を基金にし、20年以上勤続して満55歳の定年に達してから病気で退職した者に、退職時の給料を死ぬまで支給するという恩給制度を設けて、毎期総利益金の一割を恩給の基金に繰入れる事にした。これは他の民間企業には無い恩典で、賞賛と羨望の的になった。この頃に原油輸入が浅野物産の中心的な業務になったので、タンカー紀洋丸（二代目）（11210トン）をノルウェーから購入したが、当時の日本にはタンカーはこの一隻しかなかった。1936年（昭和11年）に快速タンカー玄洋丸を発注し、資本金を六百万円に増資した。1938年（昭和13年）に資本金を一千万円に増資した。1929年（昭和4年）に日本ヴィクトリックを創立し、1933年（昭和8年）に日本舗道、1934年（昭和9年）に昭和鉄工、1936年（昭和11年）に岡野バルブ製造に投資して、浅野物産を多角化した。橋本梅太郎は横浜正金銀行の融資で浅野物産を経営したので、正金銀行東京支店長の命日には幹部社員を率いて必ず墓参りをした。上海事変の頃に海軍省艦政本部が三井物産・三菱商事・浅野物産に注文した時に、浅野物産には資本金一億円の正金銀行が付いていると述べて三井・三菱と同等の注文を獲得した。

### カフェ・ホテル・東洋食料品輸入商会
1920年（大正9年）に橋本梅太郎・浅野総一郎・松本織居の三人の匿名組合で浅草雷門にカフェー・アメリカ（カフェー・オリエントに改称）を開業し、ボーイがいない女給だけのカフェにして大人気になった。1924年（大正13年）には、銀座にカフェー・タイガーを開店して有名になった。1926年（大正15年）に高級ビヤホールのカフェー・ニューヨークを開店し、1929年（昭和4年）にユニオン・バーを開店した。1922年（大正11年）貿易商ホーンの横浜の邸宅を買い取って、テムプル・コート・ホテルにして、宿泊よりも社交場や結婚式場としての経営に力を入れたが、1923年（大正12年）の関東大震災で廃墟になった。1923年（大正12年）に東洋食料品輸入商会を設立して、米国産干しブドウを日本で最初に輸入し、ハム・チーズ・果物も輸入し経営順調だったが、1925年（大正14年）に関税が10割になったので閉鎖した。

### 死去
1938年（昭和13年）10月24日に現職のまま死去した。享年66。26日に青山斎場で社葬が行われて、1702人が参列した。

### 趣味
うた沢、清元、長唄、小唄 工業倶楽部などの催しにしばしば出演した。

### 家族
- 父：橋本往来 元福岡藩士、下駄屋、曲木細工屋、戸長役場勤務[46]
- 母：タケ 元福岡藩士島田圓太夫の娘[47]
- 妹：ラク[48]
- 妻：トメ子[49]
- 息子：夏雄[50]
- 娘：ユキ 1925年（大正14年）病死[51]